# All I Ever Wanted (песня Basshunter)
«All I Ever Wanted» (с англ. — «Все, чего я хотел») ― сингл шведского диджея Basshunter, выпущенный 29 июня 2008 года с его четвертого студийного альбома Now You’re Gone — The Album.

## Музыкальный клип
Видеоклип снимался в Малаге, Испания, с участием модели Айлар Ли и актера Лукаса Торхейма.

## Трек-лист
- UK single

1. «All I Ever Wanted» (Radio Edit) - 2:59
2. «All I Ever Wanted» (Extended Mix) - 5:25
3. «All I Ever Wanted» (Fonzerelli Remix) - 6:39
4. «Now You’re Gone» (Voodoo & Serano Remix) (featuring DJ Mental Theo's Bazzheadz) - 5:39

## Чарты
| Чарт (2008–2009)                   | Высшая позиция |
| ---------------------------------- | -------------- |
| Австрия (Ö3 Austria Top 40)        | 15             |
| Бельгия/Валлония (Ultratop 50)     | 36             |
| Чехия (Rádio — Top 100)            | 48             |
| Европа (European Hot 100 Singles)  | 10             |
| Германия (GfK)                     | 35             |
| Ирландия (IRMA)                    | 1              |
| Новая Зеландия (Recorded Music NZ) | 17             |
| Норвегия (VG-lista)                | 3              |
| Шотландия (OCC Scotland)           | 1              |
| Словакия (Rádio — Top 100)         | 12             |
| Швеция (Sverigetopplistan)         | 58             |
| Швейцария (Schweizer Hitparade)    | 37             |
| Турция (Türkiye Top 20)            | 20             |
| Великобритания (OCC UK Singles)    | 2              |
| Великобритания (OCC UK Dance)      | 9              |
| Chart (2010)                       | Peak position  |
| Великобритания (OCC UK Singles)    | 98             |

| Чарт (2008)                          | Позиция |
| ------------------------------------ | ------- |
| UK Singles (Official Charts Company) | 50      |

## Сертификации
| Регион | Сертификация | Продажи |
| --- | ------------ | ------- |
| Дания (IFPI Danmark) | Золотой      | 45 000  |
| Великобритания (BPI) | Платиновый   | 600 000 |
| Новая Зеландия (RMNZ) | Золотой      | 7500*   |
| * Данные о продажах приведены только на основе сертификации. · Данные о продажах + прослушиваниях приведены только на основе сертификации. |              |         |